# Joan Gabriel i Estany
Joan Gabriel i Estany (La Massana, 28 de noviembre de 1963) es un político y empresario inmobiliario andorrano que fue síndico general del año 2005 al 2009.
Empezó su carrera política como cónsul menor de La Massana entre el 1992 y el 1996. En el año 2003 fue nombrado secretario general del Partido Liberal, y en 2005 fue elegido síndico general. En las elecciones generales de 2009 fundó la Coalición Reformista y continuó como consejero general. De cara a las elecciones generales de 2019 apoyó, junto con el antiguo jefe de Gobierno liberal Albert Pintat Santolària, a la coalición Tercera Vía integrada por la Unión Laurediana y de carácter conservador.